# Euphorbia sikkimensis
Euphorbia sikkimensis är en törelväxtart som beskrevs av Pierre Edmond Boissier. Euphorbia sikkimensis ingår i släktet törlar, och familjen törelväxter. Inga underarter finns listade i Catalogue of Life.